# Gottfried Stiehler
Gottfried Stiehler (* 23. Juli 1924 in Langebrück; † 3. Dezember 2007) war ein deutscher Philosoph.
Stiehler studierte Philosophie und promovierte 1956 mit einer Arbeit über den Mathematiker und Naturwissenschaftler Gabriel Wagner (1660–1717). 1964 habilitierte er sich, 1965 wurde er zum Professor für die Geschichte der Philosophie an der Humboldt-Universität zu Berlin berufen. Von 1972 bis 1988 leitete er den wissenschaftlichen Beirat für Philosophie beim DDR-Hochschulministerium. Von 1981 bis 1989 war er Leiter des Bereichs Historischer Materialismus an der Sektion Marxistisch-Leninistische Philosophie der Humboldt-Universität.
Stiehler starb im Dezember 2007 im Alter von 83 Jahren.
Die Langebrücker Stiehlerstraße ist nicht Gottfried Stiehler, sondern dem Dresdner Steuereinnehmer Karl Gottfried Stiehler (1822–1911) gewidmet.

## Veröffentlichungen
- Die Dialektik in Hegels „Phänomenologie des Geistes“. Habilitationsschrift. 1964.
- Der dialektische Widerspruch. 1966.
- Der Idealismus von Kant bis Hegel. 1970.
- Gesellschaft und Geschichte. 1974.
- Dialektik und Gesellschaft. 1981.
- Werden und Sein. 1997.
- Mensch und Geschichte. 2002.
- Der Mensch Schöpfer und Geschöpf seiner Verhältnisse – wider die „Dekonstruktion“ des Subjekts. In: Hermann Kopp, Werner Seppmann (Hrsg.): Gescheiterte Moderne? Zur Ideologiekritik des Postmodernismus. Neue-Impulse, Essen 2002 (Download als E-Book).